# 第8軍 (德國國防軍)
第8军（德语：VIII. Armeekorps）是二战期间德国陆军的一个军。作为第6集团军的一部分，它在斯大林格勒战役中被包围，并投降，师长瓦特·海茲于次年死于苏联。第8軍于1943年年中重组，下辖第81、第132 、第329步兵师，并再次投入到了东线战场。
1945年2月起，隶属于第17集团军的第8军被移驻到被切断的布雷斯劳以南地区。4月底，第100猎兵团和党卫军第20师残部划归第8軍管辖。5月，该军在布拉格以东的包围圈向苏联军队投降。

## 征战区域
- 波兰-1939年9月-1940年5月
- 法国-1940年5月-1941年6月
- 东线南部-1941年6月-1942年10月
- 斯大林格勒-1942年10月-1943年1月
- 东线-1943年7月-1944年9月
- 东线中部-1944年9月-1945年2月
- 波西米亚-1945年2月-5月